# 滋賀県調理短期大学校
滋賀県調理短期大学校（しがけんちょうりたんきだいがっこう）とは、滋賀県長浜市分木町8-5にある認定職業訓練による日本の職業能力開発短期大学校。職業訓練法人滋賀県調理技能協会が運営する。調理師養成施設に認定されている。
1999年に開校された。

## 概要
高度職業訓練の専門課程を実施する職業訓練施設である。訓練科として調理技術科があり、修業年限は2年（昼間部）である。応募資格は、高校卒業見込みまたは卒業した者、またはこれと同等の学力を有すると認められた者で、滋賀県調理技能協会の事業所に勤務している者、または勤務しようとする者である。
初年度納付金は、100万円（入学金10万円、教材費15万円、授業料54万円、調理実習費18万円、学年費3万円、2010年入校者対象）である。修了時の技能照査に合格すれば、技能士補の称号を取得できる。

## 取得資格・免許状
- 調理師資格